# Beriev A-100

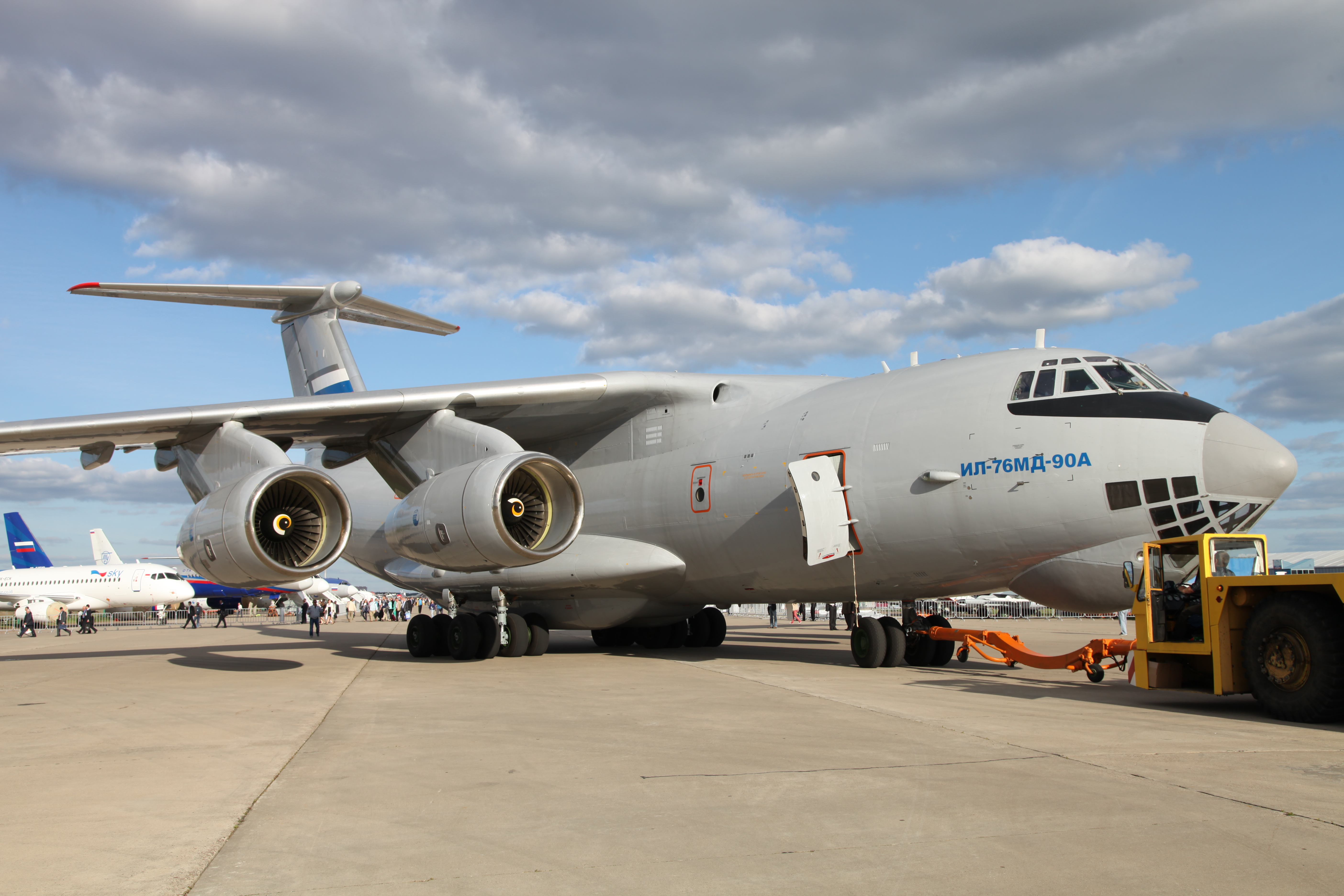
Máy bay Ilyushin Il-76MD-90A (Il-476) là nền tảng phát triển Beriev A-100

Beriev A-100 là một loại máy bay chỉ huy và cảnh báo sớm trên không (AEW&C) do Nga phát triển để thay thế Beriev A-50 trong biên chế của Lực lượng Hàng không Vũ trụ. Loại máy bay này được chế tạo dựa trên máy bay vận tải Ilyushin Il-76MD-90A, với hệ thống điện tử hàng không và hình dáng tương tự như A-50U, nhưng được trang bị radar mạng quét điện tử chủ động mới Vega Premier.

## Thiết kế và phát triển
Quân đội Nga lên kế hoạch tăng cường bổ sung A-100 và sau đó tiến tới thay thế phi đội Beriev A-50 hiện tại. Hợp đồng phát triển A-100 đã được ký kết với Vega Radio Engineering Corporation (Công ty Cổ phần Kỹ thuật Vô tuyến Vega) vào năm 2006. Máy bay này có thiết kế dựa trên chiếc Il-76MD-90A (Il-476), trang bị bốn động cơ tua-bin phản lực cánh quạt mới PS-90A-76, có công suất mạnh hơn 15% so với động cơ D-30KP của Il-76. Hình dáng bên ngoài của A-100 tương tự như A-50, với hệ thống radar chính đặt trong một mái vòm xoay gắn trên hai thanh chống phía trên thân máy bay. Radar AESA Vega Premier trong vòm có thiết bị lái điện tử theo góc nâng, còn góc phương vị được điều khiển bằng chuyển động quay của mái vòm. Hệ thống này cứ sau 5 giây sẽ quay tròn một lần, giúp radar nâng cao khả năng theo dõi các mục tiêu chuyển động nhanh. Ngoài radar mới, A-100 sẽ có hệ thống tác chiến điện tử mới, hệ thống định vị mới và hệ thống liên lạc mới, trong đó có ăng-ten liên lạc vệ tinh.
A-100 có thể phát hiện các mục tiêu trên không ở khoảng cách hơn 600 km (370 dặm) và tàu chiến ở khoảng cách gần 400 km (250 dặm).
Phiên bản A-100LL là một phòng thí nghiệm bay, phát triển dựa trên khung thân A-50, được sử dụng để kiểm tra hoạt động của các hệ thống trên A-100. Chuyến bay đầu tiên của A-100LL diễn ra vào ngày 21 tháng 4 năm 2017.
Tháng 4 năm 2020, một nguồn tin trong ngành quân sự Nga cho biết Lực lượng Hàng không Vũ trụ sẽ bắt đầu nhận Beriev A-100 vào năm 2024, trước mắt là để bổ sung và cuối cùng là thay thế Beriev A-50 và A-50U.
Tháng 2 năm 2022, trang web The Drive tuyên bố rằng các biện pháp trừng phạt đối với Nga đã khiến dự án này bị trì hoãn.
Ngày 9 tháng 2 năm 2022, A-100 thực hiện chuyến bay đầu tiên với hệ thống radar được bật hoạt động.

## Thông số kỹ thuật (Il-476)

### Đặc điểm tổng quát
- Chiều dài: 46,59 m (152 ft 10 in)
- Sải cánh: 50,5 m (165 ft 8 in)
- Chiều cao: 14,76 m (48 ft 5 in)
- Diện tích cánh: 300 m2 (3.200 ft2)
- Động cơ: 4 × Động cơ tuốc bin phản lực cánh quạt Aviadvigatel PS-90-76, mỗi động cơ cung cấp lực đẩy 142 kN (32.000 lbf)[9]

### Hiệu suất bay
- Vận tốc tối đa: 900 km/h (560 dặm/giờ; 490 hải lý/giờ) / Mach 0,82